# Manpower Services Commission

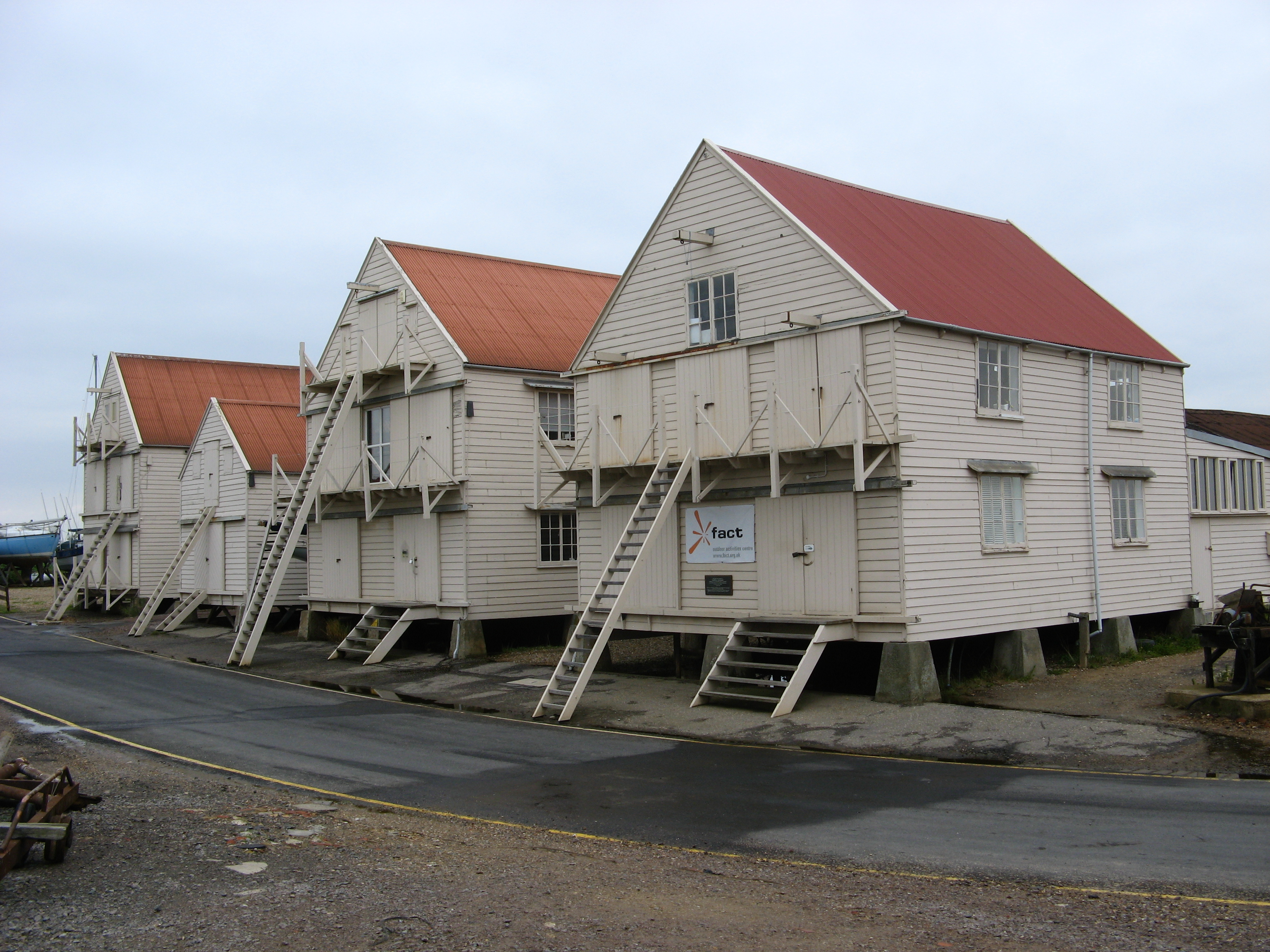
Hangars à bateaux, à Tollesbury, dans l'Essex, rénovés grâce à un projet de la Manpower Services Commission

La Manpower Services Commission (MSC) est un organisme public non ministériel du Département du Travail et des Retraites au Royaume-Uni créé par le gouvernement conservateur d'Edward Heath en 1973. Le MSC a pour mission de coordonner la formation professionnelle et l'emploi au Royaume-Uni par le biais d'une commission de dix membres issus de l'industrie, des syndicats, des autorités locales et des supporteurs des intérêts de l'éducation. Il s'agissait d'un exemple de l'influence corporatiste contemporain sur la politique économique britannique.
Le MSC allait devenir étroitement associé à la gestion du programme de formation de la jeunesse et de divers autres programmes de formation destinés à aider à atténuer les niveaux élevés du chômage dans les années 1980. Après 1987, le MSC perdit des responsabilités et fut brièvement rebaptisé Training Agency (Agence de formation), avant d'être remplacé par un réseau de 72 conseils de formation et d'entreprise.